# Viloria
Viloria è un comune spagnolo di 375 abitanti situato nella comunità autonoma di Castiglia e León.